# (501546) 2014 JJ80
(501546) 2014 JJ80 ist ein großes transneptunisches Objekt im Kuipergürtel, das bahndynamisch als Scattered Disk Object (SDO) eingestuft wird. Aufgrund seiner Größe gehört der Asteroid möglicherweise zu den Zwergplanetenkandidaten.

## Entdeckung
2014 JJ80 wurde am 7. Mai 2014 von einem Astronomenteam, bestehend aus B. Gibson, T. Goggia, N. Primak, A. Schultz und M. Willman, auf Bildern, die im Rahmen des Pan-STARRS–Projekts mit dem 1,8–m–Ritchey Chretien–Teleskop (PS1) am Haleakalā-Observatorium (Maui) am 9. Juli 2013 entstanden, entdeckt. Die Entdeckung wurde am 17. Juli 2016 bekanntgegeben, der Planetoid erhielt am 5. Oktober 2017 von der IAU die Kleinplaneten-Nummer 501546.
Nach seiner Entdeckung ließ sich 2014 JJ80 auf Fotos, die ebenfalls im Rahmen des Pan-STARRS gemacht wurden, bis zum 19. August 2010 zurückgehend identifizieren und so seinen Beobachtungszeitraum um vier Jahre verlängern, um so seine Umlaufbahn genauer zu berechnen. Seither wurde der Planetoid durch verschiedene erdbasierte Teleskope beobachtet. Im Juli 2018 lagen insgesamt 160 Beobachtungen über einen Zeitraum von 8 Jahren vor. Die bisher letzte Beobachtung wurde im Juli 2018 am Purple Mountain-Observatorium (Volksrepublik China) durchgeführt. (Stand 24. März 2019)

## Eigenschaften

### Umlaufbahn
2014 JJ80 umkreist die Sonne in 283,76 Jahren auf einer stark elliptischen Umlaufbahn zwischen 31,29 AE und 55,07 AE Abstand zu deren Zentrum. Die Bahnexzentrizität beträgt 0,275, die Bahn ist 18,67° gegenüber der Ekliptik geneigt. Derzeit ist der Planetoid 32,35 AE von der Sonne entfernt. Das Perihel durchläuft er das nächste Mal 2033, der letzte Periheldurchlauf dürfte also im Jahre 1749 erfolgt sein.
Marc Buie (DES) klassifiziert den Planetoiden als SDO oder als Zentaur, während vom Minor Planet Center keine spezifische Einstufung existiert; letzteres ordnet ihn als Nicht–SDO und allgemein als «Distant Object» ein. Das Johnston’s Archive führt es als «other TNO» auf, was bedeutet, dass es mit Sicherheit kein Cubewano oder Resonantes KBO ist.

### Größe
Derzeit wird von einem Durchmesser von 329 km ausgegangen, basierend auf einem Rückstrahlvermögen von 8 % und einer absoluten Helligkeit von 5,8 m. Ausgehend von diesem Durchmesser ergibt sich eine Gesamtoberfläche von etwa 340.000 km2.
Da es denkbar ist, dass sich 2014 JJ80 aufgrund seiner Größe im hydrostatischen Gleichgewicht befindet und somit weitgehend rund sein könnte, erfüllt er möglicherweise die Kriterien für eine Einstufung als Zwergplanet. Mike Brown geht davon aus, dass es sich bei 2014 JJ80 um vielleicht einen Zwergplaneten handelt.
| Jahr                                         | Abmessungen km | Quelle   |
| -------------------------------------------- | -------------- | -------- |
| 2018                                         | 352,0          | Johnston |
| 2018                                         | 329,0          | Brown    |
| Die präziseste Bestimmung ist fett markiert. |                |          |